# Sydkinesisk karst
Sydkinesisk karst är ett världsarv som sträcker sig över sydkinesisk provinserna Guangxi, Guizhou, and Yunnan. Denna del av södra Kina är särskilt känd för sina karstformationer och -landskap såväl som en rik biologisk mångfald. Världsarvet omfattar tre kluster: Libo karst, Shilin karst och Wulong karst. Världsarvskommittén beskriver sydkinesisk karst som "orivaliserad i termer av mångfald av dess karstformationer och -landskap."